# Frederik II van Are
Frederik II van Are (? - 1168) was van 1152 tot 1168 bisschop van Münster. In zijn ambtstermijn wist hij het territorium van het Bisdom Münster uit te breiden. Daarnaast heeft hij met zijn bouwactiviteiten het uiterlijk van de kathedraal van Münster sterk gewijzigd. Van Are is een verwant van de graven van Limburg.

## Geschiedenis
In zijn ambtstermijn wist hij het territorium van het Bisdom Münster uit te breiden. Vermoedelijk was het Van Are's idee om de centrale toren op de westelijke gevel van de kathedraal in Münster te flankeren met hoektorens en gaf opdracht voor de bouw van de noordelijke toren. Uit zijn tijd stamt het zilveren kruis boven de doksaal. Frederick verwierf voor de kathedraal verschillende relikwieën. Sommige van deze relikwieën werden hem door Keizer Frederik I van Hohenstaufen geschonken als beloning voor zijn diensten.  Tijdens het bewind van Frederik II begon de uitbreiding van de territoriale soevereiniteit in het bisdom van Münster. Als voorganger Werner van Steußlingen in 1155 komt te overlijden breekt er een strijd uit tussen van Are en de Graaf van Lohn over eigendomsrechten van het kasteel Lohn. Welke in het voordeel van de graaf werd beslecht.  Van Are stierf in 1168 en werd dat jaar in de noordelijke toren in de kathedraal van Münster begraven.